# Sorbitol
Sorbitol (/ˈsɔːrbɪtɒl/), tên ít thông dụng hơn glucitol (/ˈɡluːsɪtɒl/), là một hợp chất hữu cơ thuộc loại rượu đường có công thức hóa học C6H14O6. Hợp chất này có vị ngọt, trong cơ thể con người chất này chuyển hóa chậm.

## Trong tự nhiên
Phần lớn sorbitol được làm từ tinh bột khoai tây, nhưng nó cũng được tìm thấy trong tự nhiên, ví dụ như trong táo, lê, đào và mận khô.

## Điều chế và tính chất
Sorbitol có thể thu được bằng cách khử glucose, làm thay đổi nhóm aldehyde đã chuyển đổi (−CHO) thành nhóm rượu chính (−CH2OH). Nó được chuyển đổi thành fructose bởi sorbitol-6-phosphate 2-dehydrogenase. Sorbitol là một đồng phân của mannitol, một loại rượu đường khác; cả hai chỉ khác nhau về hướng của nhóm hydroxyl trên vị trí carbon 2. Tương tự như vậy, hai loại rượu đường có nguồn gốc rất khác nhau về bản chất, điểm nóng chảy và ứng dụng.